# Latina Calcio 1932
Latina Calcio 1932, zkráceně jen Latina je italský fotbalový klub hrající v sezóně 2024/25 ve 3. italské fotbalové lize sídlící ve městě Latina v regionu Lazio.
První fotbalový tým pochází již z roku 1935 názvem Associazione Sportiva Littoria. V roce 1945, je založen Virtus Latina. Když v roce 1949 postoupil do třetí ligy obnovil se název Associazione Sportiva Latina. Klub se objevoval většinou mezi třetí a čtvrtou ligou. Velké problémy nastali v roce 2006, kdy se klub nezaregistroval do soutěže a byl vyloučen z FIGC. Dokonce sezonu 2006/07 nehráli vůbec a klub byl rozpuštěn. Nový klub je založen v květnu 2007 s názvem Unione Sportiva Dilettantistica Virtus Latina s přebírá historii klubu. Klub začal hrát od soutěže Promozione a již v sezoně 2011/12 hraje třetí ligu.
Velký klubový úspěch nastal od sezony 2013/14 když hrál druhou ligu. Hned v první sezoně obsadil 3. místo (čtyři body od postupu do Serie A) a v play off dosáhl finále. Tam prohrál s Cesenou dvakrát 1:2. Další tři sezony hrál ve Serie B|druhé lize a poté sestoupil níž. Po sestupové sezoně 2016/17 klub ohlásil bankrot. V létě byl založen nový klub Società Sportiva Dilettantistica Latina Calcio 1932.

## Změny názvu klubu
- 1945/46 – 1946/47 – Virtus Latina (Virtus Latina)
- 1947/48 – 1948/49 – AS La Pontina Latina (Associazione Sportiva La Pontina Latina)
- 1949/50 – 1958/59 – AS Latina (Associazione Sportiva Latina)
- 1959/60 – 1961/62 – AS Kalorgas Latina (Associazione Sportiva Kalorgas Latina)
- 1962/63 – 1975/76 – UC Latina (Unione Calcio Latina)
- 1976/77 – 1978/79 – Latina FC (Latina Football Club)
- 1979/80 – 1983/84 – Latina FCP (Latina Football Club Polisportiva)
- 1984/85 – 1985/86 – US Latina (Unione Sportiva Latina)
- 1986/87 – 1995/96 – AS Latina 1932 (Associazione Sportiva Latina 1932)
- 1996/97 – 2006/07 – AS Latina 1996 (Associazione Sportiva Latina 1996)
- 2007/08 – 2008/09 – Virtus Latina (Virtus Latina)
- 2009/10 – 2016/17 – US Latina Calcio (Unione Sportiva Latina Calcio)
- 2017/18 – Latina Calcio 1932 (Latina Calcio 1932)

## Získané trofeje

### Vyhrané domácí soutěže
- 4. italská liga ( 4× )

1968/69, 1972/73, 1976/77, 2010/11

## Účast v ligách
| Úroveň soutěže | Název soutěže (nynější název) | První hraná sezona | Poslední hraná sezona | celkem odehraných sezon |
| -------------- | ----------------------------- | ------------------ | --------------------- | ----------------------- |
| 2              | Serie B                       | 2013/14            | 2016/17               | 4                       |
| 3              | Serie C                       | 1947/48            | 2024/25               | 15                      |
| 4              | Serie D                       | 1952/53            | 2020/21               | 30                      |
| 5              | Eccellenza                    | 1984/85            | 2009/10               | 13                      |

## Fotbalisté

### Známí hráči v klubu
- Ghislain Akassou – (2005) reprezentant
- Andrea Carnevale – (1978/79) reprezentant  medailista z MS 1990
- Tomas Danilevičius – (2013) reprezentant
- Gianluca Litteri – (2015) bývali fotbalista SK Slavia Praha
- Andrea Petagna – (2010/11) reprezentant